# Susanna à la crème
Pour plus de détails, voir Fiche technique et Distribution.
Susanna à la crème (Susanna tutta panna) est une comédie romantique hispano-italienne réalisée par Steno et sortie en 1957.

## Synopsis
Une jeune pâtissière milanaise, Susanna, travaille dans l'atelier de pâtisserie de sa famille et doit se défendre à la fois de son petit ami jaloux et de la concurrence d'autres pâtissiers qui tentent de découvrir la recette du célèbre gâteau à la crème du même nom que la jeune femme, « Susanna à la crème ». L'un des plus grands concurrents de la jeune fille tente de faire entrer dans l'atelier un espion, sous les traits d'Arturo, qui s'efforce de découvrir la recette du gâteau.
La recette écrite par la jeune femme se retrouve à l'intérieur d'un gâteau, destiné à être offert à son petit ami jaloux Alberto, mais le gâteau est placé parmi ceux qui doivent être livrés à d'autres clients : c'est ainsi que commence une chasse effrénée au gâteau contenant la recette.

## Fiche technique
- Titre original italien : Susanna tutta panna[1],[2],[3]
- Titre espagnol : Susana, pura nata[4]
- Titre français : Susanna à la crème[5]
- Réalisateur : Steno
- Scénario : Marcello Marchesi, Vittorio Metz
- Photographie : Tonino Delli Colli, Marco Scarpelli (it)
- Montage : Giuliana Attenni (it)
- Musique : Mario Gem
- Décors : Franco Lolli
- Costumes : Ugo Pericoli (it)
- Maquillage : Giuseppe Annunziata (it)
- Production : Carlo Ponti, Jesus Saiz
- Société de production : Carlo Ponti Cinematografica, Maxima Film (Rome), Jesus Saiz P. C. (Madrid)
- Pays de production :  Italie
- Langue originale : italien
- Format : Noir et blanc - 1,37:1 - Son mono - 35 mm
- Durée : 90 minutes
- Genre : Comédie romantique
- Dates de sortie :
  - Italie : 20 septembre 1957 (Rome) ; 26 septembre 1957 (Turin) ; 16 octobre 1957 (Milan)
  - Espagne : 23 octobre 1958 (Madrid) ; 24 août 1959 (Barcelone)
  - France : 31 août 1960[5]

## Distribution
- Marisa Allasio : Susanna
- Germán Cobos : Alberto
- Mario Carotenuto : Alfredo Libotti
- Memmo Carotenuto : Scorcelletti fils
- Nino Manfredi : Romoletto, le voleur
- Sandra Mondaini : Marisa Trombetti
- Gianni Agus : Massimo Trombetti
- Bice Valori Rossella
- Alberto Bonucci : Massimo Trombetti Massimo
- Gianrico Tedeschi : Gianluca
- Raffaele Pisu : Arturo
- Paolo Ferrari : Tao, un complice de Romoletto
- Gianni Bonagura (en) : Milanesi, un autre complice de Romoletto
- Alberto Rabagliati : Commendatore Botta
- Nuto Navarrini : Palpiti
- Anna Campori : la mère de Susanna
- Fernando Sancho : Aristide
- Luz Márquez : Maria Dolores
- Fanny Landini : Armida, une servante
- Francesco Mulè : le metteur en scène
- Giulio Calì : Le père Scorcelletti
- Salvo Libassi : Roberto
- Giacomo Furia : le chauffeur de taxi napolitain
- Ignazio Leone : le chauffeur de taxi milanais
- Pilar Gómez Ferrer : Mme Libotti
- Pietro Carloni : le père de Susanna
- Adriana Facchetti : le docteur Barindelli
- Loris Gizzi : le bijoutier
- Lamberto Antinori : l'acteur qui se fait passer pour Orazio
- Salvo Libassi : le portier du théâtre
- Gianni Baghino : un policier
- Amedeo Trilli : le maréchal de la sécurité publique
- Ángel Aranda : carabinier
- Ettore Manni : carabinier

## Musique
La chanson du générique de début, Susanna tutta panna (en espagnol Susana pura nata) est chantée par le Quartetto Cetra ; les auteurs des paroles sont Alberto Testa et Marcello Marchesi, pour la musique Piero Piccioni et Ezio Levi.